# Copa Mundial de Béisbol de 2001
La XXXIV Copa Mundial de Béisbol se llevó a cabo en Taiwán del 6 de noviembre al 18 de noviembre de 2001. Los países se dividieron en dos grupos de ocho, y los primeros cuatro de cada grupo se clasificaron para las finales. Cuba ganó por séptima vez consecutiva el título, además fue la primera vez que la Estados Unidos envió jugadores profesionales. El jugador más valioso fue Luis Ulacia de Cuba.

## Primera ronda

### Grupo A
| Posición | Equipo               | Ganados | Perdidos |
| -------- | -------------------- | ------- | -------- |
| 1        | China Taipéi         | 6       | 1        |
| 2        | Estados Unidos       | 5       | 2        |
| 3        | República Dominicana | 5       | 2        |
| 4        | Corea del Sur        | 5       | 2        |
| 5        | Nicaragua            | 4       | 3        |
| 6        | Italia               | 2       | 5        |
| 7        | Sudáfrica            | 1       | 6        |
| 8        | Francia              | 0       | 7        |

### Grupo B
| Posición | Equipo       | Ganados | Perdidos |
| -------- | ------------ | ------- | -------- |
| 1        | Japón        | 7       | 0        |
| 2        | Cuba         | 6       | 1        |
| 3        | Panamá       | 5       | 2        |
| 4        | Países Bajos | 4       | 3        |
| 5        | Australia    | 3       | 4        |
| 6        | Canadá       | 2       | 5        |
| 7        | Rusia        | 1       | 6        |
| 8        | Filipinas    | 0       | 7        |

## Ronda final
|  | Cuartos de final     | Cuartos de final |                |       | Semifinales            | Semifinales            |  |  | Final | Final |
|  |                      |                  |                |       |                        |                        |  |  |       |       |
|  |                      |                  |                |       |                        |                        |  |  |       |       |
|  |                      |                  |                |       |                        |                        |  |  |       |       |
|  | Cuba                 | 3                |                |       |                        |                        |  |  |       |       |
|  | Cuba                 | 3                |                |       |                        |                        |  |  |       |       |
|  | República Dominicana | 1                |                |       |                        |                        |  |  |       |       |
|  | República Dominicana | 1                | Cuba           | 3     |                        |                        |  |  |       |       |
|  |                      |                  | Cuba           | 3     |                        |                        |  |  |       |       |
|  |                      | Japón            | 1              |       |                        |                        |  |  |       |       |
|  | Japón                | Japón            | 1              | 3     |                        |                        |  |  |       |       |
|  | Japón                |                  |                | 3     |                        |                        |  |  |       |       |
|  | Corea del Sur        | 1                |                |       |                        |                        |  |  |       |       |
|  | Corea del Sur        | 1                | Cuba           | 5     |                        |                        |  |  |       |       |
|  |                      |                  | Cuba           | 5     |                        |                        |  |  |       |       |
|  |                      | Estados Unidos   | 3              |       |                        |                        |  |  |       |       |
|  | Estados Unidos       | Estados Unidos   | 3              | 7     |                        |                        |  |  |       |       |
|  | Estados Unidos       |                  |                | 7     |                        |                        |  |  |       |       |
|  | Panamá               | 2                |                |       |                        |                        |  |  |       |       |
|  | Panamá               | 2                | Estados Unidos | 4     | Tercer y cuarto puesto | Tercer y cuarto puesto |  |  |       |       |
|  |                      |                  | Estados Unidos | 4     | Tercer y cuarto puesto | Tercer y cuarto puesto |  |  |       |       |
|  |                      | China Taipéi     | 1              |       |                        |                        |  |  |       |       |
|  | China Taipéi         | China Taipéi     | 1              | 2     | China Taipéi           | 3                      |  |  |       |       |
|  | China Taipéi         |                  |                | 2     | China Taipéi           | 3                      |  |  |       |       |
|  | Países Bajos         | 0                |                | Japón | 0                      |                        |  |  |       |       |
|  | Países Bajos         | 0                |                |       | 0                      |                        |  |  |       |       |
|  |                      |                  |                |       |                        |                        |  |  |       |       |
|  |                      |                  |                |       |                        |                        |  |  |       |       |

|  | Clasificación por 5° al 8° lugar | Clasificación por 5° al 8° lugar |   |              | 5° lugar             | 5° lugar |  |
|  |                                  |                                  |   |              |                      |          |  |
|  |                                  |                                  |   |              |                      |          |  |
|  | Panamá                           | 5                                |   |              |                      |          |  |
|  | Países Bajos                     | 0                                |   |              |                      |          |  |
|  |                                  |                                  |   |              |                      |          |  |
|  |                                  |                                  |   |              |                      |          |  |
|  |                                  |                                  |   |              | Panamá               | 3        |  |
|  |                                  | Corea del Sur                    | 2 |              |                      |          |  |
|  |                                  |                                  |   |              |                      |          |  |
|  |                                  |                                  |   |              |                      |          |  |
|  |                                  |                                  |   |              | 7° lugar             |          |  |
|  |                                  |                                  |   |              |                      |          |  |
|  | Corea del Sur                    | 3                                |   | Países Bajos | 7                    |          |  |
|  | República Dominicana             | 2                                |   |              | República Dominicana | 3        |  |

| Cuba                   |
| Campeón Cuba           |
| Vigésimo tercer título |

## Clasificación Final
| Posición | Equipo               | Ganados | Perdidos |
| -------- | -------------------- | ------- | -------- |
| 1        | Cuba                 | 9       | 1        |
| 2        | Estados Unidos       | 7       | 3        |
| 3        | China Taipéi         | 8       | 2        |
| 4        | Japón                | 8       | 2        |
| 5        | Panamá               | 7       | 3        |
| 6        | Corea del Sur        | 6       | 4        |
| 7        | Países Bajos         | 5       | 5        |
| 8        | República Dominicana | 5       | 5        |
| 9        | Nicaragua            | 4       | 3        |
| 10       | Italia               | 2       | 5        |
| 11       | Sudáfrica            | 1       | 6        |
| 12       | Francia              | 0       | 7        |
| 13       | Australia            | 3       | 4        |
| 14       | Canadá               | 2       | 5        |
| 15       | Rusia                | 1       | 6        |
| 16       | Filipinas            | 0       | 7        |